# Shun Fujimoto
Shun Fujimoto (藤本 俊, Fujimoto Shun), né le 11 mai 1950, est un ancien gymnaste japonais.
Il participa aux Jeux olympiques d'été de 1976, sa première et dernière participation aux Jeux olympiques. Il y remporta une médaille d'or au concours général par équipes.
Il acquit une certaine célébrité en continuant à participer aux épreuves du concours par équipes juste après s'être brisé le genou pendant l'épreuve au sol. Il obtint un score de 9,5 au cheval d'arçon et de 9,7 sur les anneaux avec un genou cassé, terminant cette dernière en lâchant les anneaux deux mètres et demi au-dessus du sol, atterrissant sur ses deux pieds et maintenant son équilibre. Il « leva les bras, une finition parfaite, avant de s’effondrer, agonisant ». Son atterrissage avait aggravé sa blessure, déboîtant sa rotule brisée et déchirant les ligaments de sa jambe droite. L'équipe médicale lui ordonna de se retirer de la compétition, pour éviter une infirmité permanente,. L'un des médecins déclara : « Je ne comprends pas comment il a pu faire des roulades et se tordre et atterrir sans s’écrouler en hurlant ».
Fujimoto expliqua qu'il n'avait pas voulu abandonner son équipe en révélant sa blessure. En menant à bien les épreuves du cheval d'arçon et des anneaux, il permit à son équipe de remporter la médaille d'or, devançant l'équipe soviétique par 0,4 point. Lorsqu'il lui fut demandé, plus tard, s'il serait prêt à refaire la même chose, Fujimoto répondit sans hésiter que non.

## Palmarès

### Jeux olympiques
- Jeux olympiques 1976 à Montréal ( Canada) 
  -  Médaille d'or au concours général par équipes